# Шабанов, Магомед Магомедович
Магомед Магомедович Шабанов (26 июля 1941 года, Гунибский район, Дагестанская АССР, СССР — 8 февраля 2011 года) — советский и российский художник, народный художник Российской Федерации (2007).

## Биография
Родился 26 июля 1941 года в городе Буйнакск Дагестанской АССР.
Окончил, а затем преподавал в Дагестанском художественном училище.
С 1965 года работал в Дагестанской художественно-производственной мастерской Художественного фонда РСФСР.
В 1970 году — принят в Союз художников СССР.
Магомед Магомедович Шабанов умер 8 февраля 2011 года.

## Творческая деятельность
Один из авторов Государственного Герба Республики Дагестан и нагрудного знака к почетным званиям Республики Дагестан.
Автор целой серии исторических полотен, особо известные из них: «Андалал. 1741. Накануне битвы с Надиршахом», «Дагестан, 20-е годы. Миротворец А. Акушинский среди горцев», «Жертвоприношение».

## Награды
- Медаль «В ознаменование 100-летия со дня рождения Владимира Ильича Ленина»
- Народный художник Российской Федерации (2007)
- Заслуженный художник Российской Федерации (1997)[1]
- Заслуженный деятель искусств ДАССР
- Лауреат Государственной премии Республики Дагестан
- Лауреат республиканской премии имени Г. Цадасы
- почётные грамоты Союза художников России и Дагестана